# 8501 Wachholz
8501 Wachholz este un asteroid din centura principală de asteroizi.

## Descriere
8501 Wachholz este un asteroid din centura principală de asteroizi. A fost descoperit pe 13 octombrie 1990 la Tautenburg de Lutz Dieter Schmadel și Freimut Börngen. Asteroidul prezintă o orbită caracterizată de o semiaxă mare de 3,03 ua, o excentricitate de 0,06 și o înclinație de 10,8° în raport cu ecliptica.